# Kajakarstwo na Letnich Igrzyskach Olimpijskich 1936 – K-1 10 000 m mężczyźni
Zawody w kajakarstwie klasycznym (K1) na dystansie 10000 m mężczyzn na Letnich Igrzyskach Olimpijskich 1936 zostały rozegrane 7 sierpnia. W zawodach wzięło udział 15 zawodników z 15 państw. Zawody składały się wyłącznie z finału.

## Rezultaty

### Finał
| Poz. | Zawodnik           | Reprezentacja     | Czas    |
| ---- | ------------------ | ----------------- | ------- |
|      | Ernst Krebs        | III Rzesza        | 46:01,6 |
|      | Fritz Landertinger | Austria           | 46:14,7 |
|      | Ernest Riedel      | Stany Zjednoczone | 47:23,9 |
| 4    | Ko van Tongeren    | Holandia          | 47:31,0 |
| 5    | Evert Johansson    | Finlandia         | 47:35,5 |
| 6    | František Brzák    | Czechosłowacja    | 47:36,8 |
| 7    | Bruno Lips         | Szwajcaria        | 48:01,2 |
| 8    | Elio Sasso Sant    | Włochy            | 49:20,0 |
| 9    | Nils Wallin        | Szwecja           | 49:48,7 |
| 10   | Josip Zidarn       | Jugosławia        | 50:31,6 |
| 11   | Louis Maes         | Belgia            | 51:31,8 |
| 12   | Péter Szittya      | Węgry             | 52:16,8 |
| 13   | Jules Mackowiak    | Francja           | 52:56,0 |
| 14   | William Williamson | Kanada            | 54:05,7 |
| 15   | Helge Nielsen      | Dania             | 56:43,9 |